# Hiratsuka Tamehiro
Hiratsuka Tamehiro (平塚 為広?; 1544? – 21 ottobre 1600) fu un daimyō giapponese del periodo Sengoku, servitore di Toyotomi Hideyoshi.

## Biografia
Servitore di Toyotomi Hideyoshi, Tamehiro partecipò alla battaglia di Komaki e Nagakute e all'assedio di Odawara, dove mise in mostra le sue abilità di comando. Per questo Hideyoshi lo ricompensò con il feudo di Tarui nella provincia di Mino.
Nel 1598, dopo la morte di Hideyoshi, accudì Toyotomi Hideyori e si schierò con Ishida Mitsunari durante la campagna di Sekigahara. I suoi 360 soldati si unirono a quelli di Toda Shigemasa nel centro del campo di battaglia, ed erano sotto il diretto comando di Ōtani Yoshitsugu. Dopo furenti scontri con l'armata orientale, durante i quali riuscirono a bloccare gli assalti dell'esercito Tokugawa, Tamehiro venne sbaragliato e ucciso dall'attacco a tradimento degli uomini di Kobayakawa Hideaki. Poco prima della morte ebbe uno scambiò di poesie con Yoshitsugu. Anche il figlio Shobei rimase ucciso nella battaglia.
Suo fratello minore Hisanori venne catturato e in seguito perdonato da Ieyasu. Raichō Hiratsuka, discendente di Tamehiro, nel 1940 eresse un monumento nel luogo in cui venne ucciso.